# Freeganisme

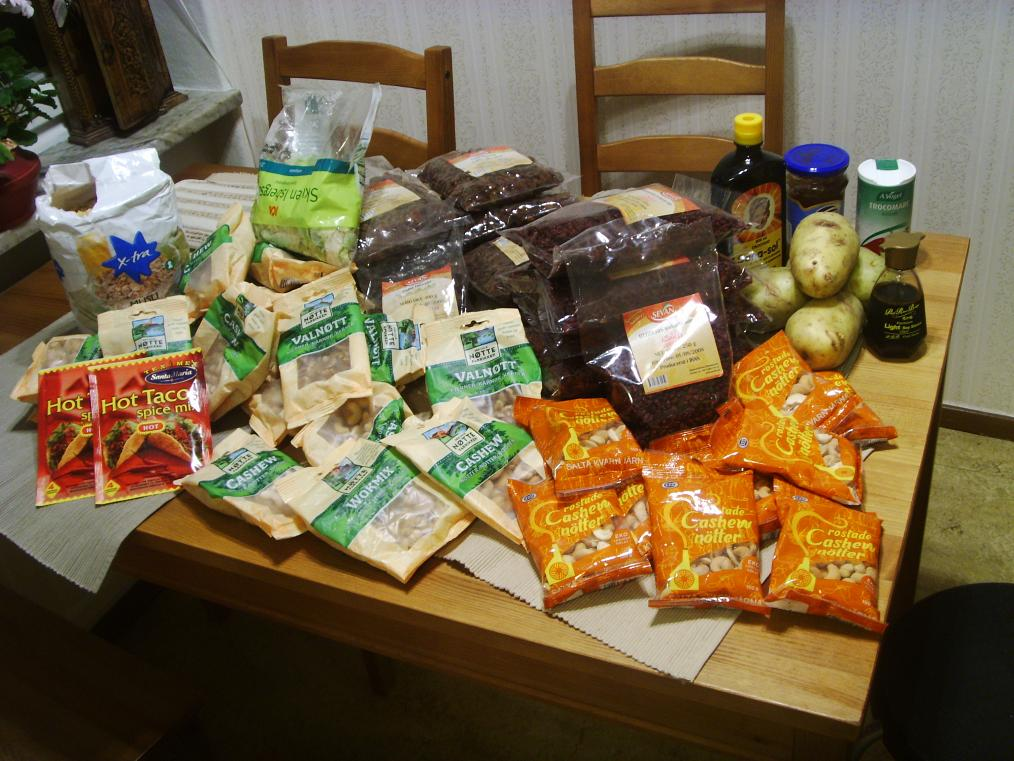
Récolte de nourriture par un gratuivore dans des conteneurs de déchets à Stockholm

Le freeganisme (en anglais freeganism), ou gratuivorisme, est un mode de vie alternatif qui consiste à consommer principalement ce qui est gratuit et végan, à créer des réseaux d'entraide qui facilitent ce choix afin de dénoncer le gaspillage alimentaire et la pollution générées par les déchets, mais aussi les problèmes de transports (transport écologique), du travail (réduction du temps de travail) et du logement (réquisition citoyenne) dans la société occidentale.

## Origines
Freeganisme est un calque du terme anglais freeganism, mot-valise formé à partir des mots free (« gratuit ») et veganism (véganisme),. En 1999, aux États-Unis, Warren Oakes (ex-batteur du groupe punk Against Me!) écrit le pamphlet Why Freegan ? (« Pourquoi freegan »). Il pose les bases d'un concept proche de la simplicité volontaire et de la décroissance appliqué à soi-même (également qualifié d'« autolimitation de la consommation » venant spontanément de la société civile). Il définit le freeganisme comme « une éthique anti-consumériste de la nourriture » (déchétarisme) mais évoque aussi le glanage, le maraîchage, le troc, voire des expressions de désobéissance civile comme le vol à l'étalage comme alternative à l'achat. Il est également question d'autosuffisance écologique à travers des énergies renouvelables qu'on développe soi-même, de préservation de l'eau de pluie, de prévention des déchets et de vie dans les squats.
Les gratuivores affirment que les besoins élémentaires humains (se loger, respirer, boire, manger, se protéger du froid et de la chaleur, se défendre contre les agressions) ne devraient pas être payants mais accessibles à tous, comme droits fondamentaux. Sans nécessairement s'engager dans des actions militantes (comme les autoréductions) mais sans attendre passivement des changements politiques (comme l'attribution de l'allocation universelle), le gratuivore déclare vouloir changer sa propre façon de consommer en réduisant son utilisation de la monnaie et en développant une créativité pratique et la solidarité, dans une logique do it yourself.
Bien que le terme anglophone Freeganisme implique le véganisme, de nombreux adeptes de cette pratique récupèrent et consomment volontiers des produits ou sous-produits animaux, rendant de ce fait le terme gratuivores plus adéquat à ce comportement de consommation.

## Orientations

### Récupération
Au Royaume-Uni, des statistiques indiquent que chaque année 1 600 millions de pommes, 1 030 millions de tomates, 2 570 millions de tranches de pain et 484 millions de yaourts sont jetés par les consommateurs.
Avant d'être des militants pour la promotion du gratuivorisme et d'un nouveau mode de vie, les gratuivores sont d'abord des « déchétariens ». Ils profitent du gaspillage pour obtenir des denrées gratuites. Les plus engagés d'entre eux veulent démontrer par l'absurde l'ampleur du gaspillage alimentaire. Une phrase de leur mouvement dit : « La solution à la faim dans le monde se trouve dans les poubelles de New York ».
Des applications mobile telles que Too Good To Go reprennent ce principe même si toutes les offres de récupération ne sont pas gratuites.

### Partage

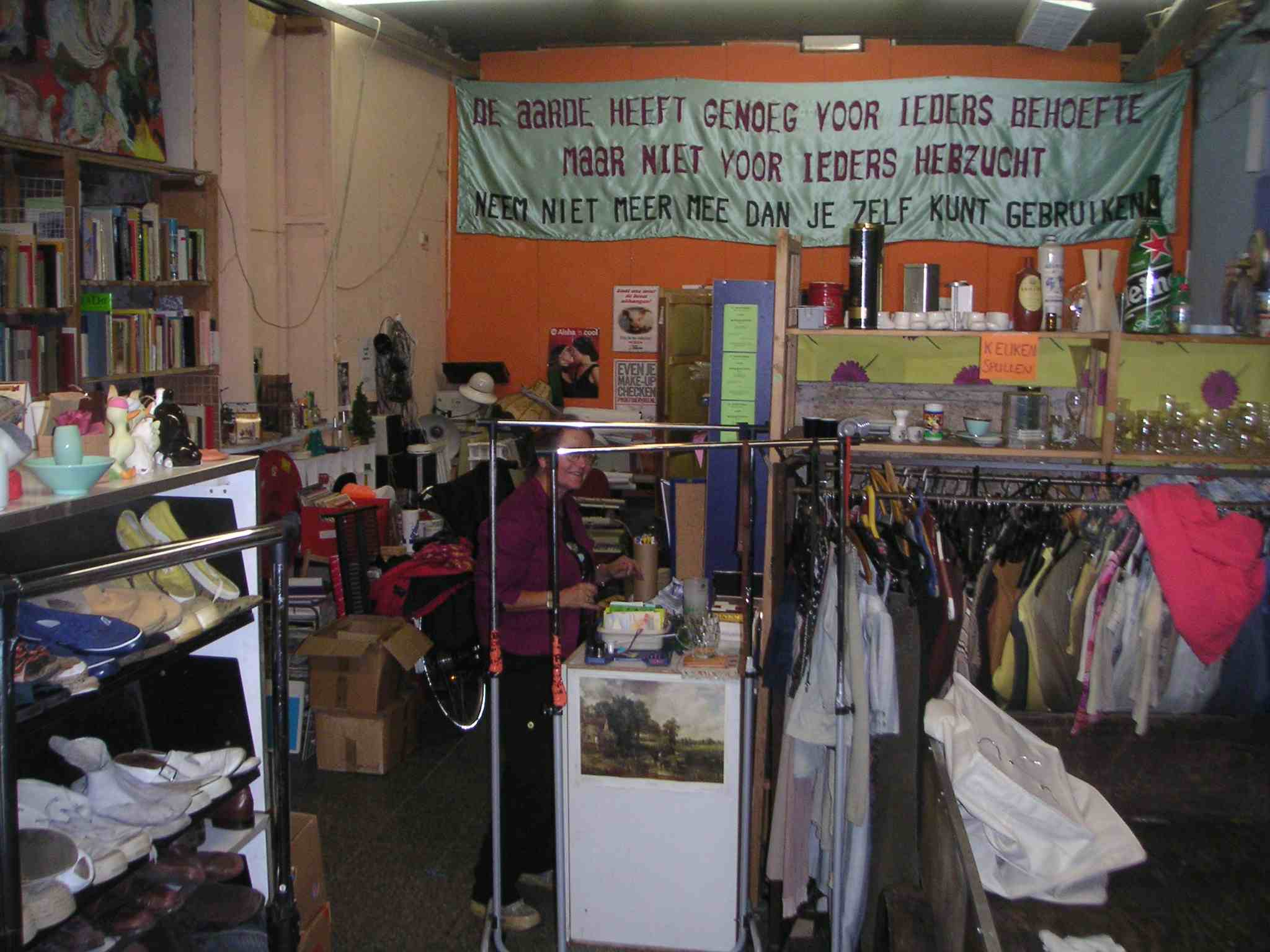
Un magasin gratuit à Utrecht aux Pays-Bas.

Le partage et la redistribution sont un autre thème chez les gratuivores. Les magasins gratuits ou à prix réduits sont basés sur le partage entre les gens et le travail de bénévoles. L'idée n'est pas de faire de la charité mais de se coordonner et de s'entraider. Les Volksküchen en Allemagne, ou « cuisine du peuple » sont des lieux où la nourriture végétalienne (souvent glanée) est préparée et vendue à prix réduit ou à prix libre.

### Chômage volontaire
Les gratuivores jugent qu'une partie importante des emplois n'est pas réellement utile pour la société, et sont globalement partisans de travailler moins, voire pas du tout, pour reprendre le contrôle de leur vie afin de l'améliorer et l'organiser pour réduire leurs besoins individuels : « Pour la plupart d’entre nous, le travail signifie sacrifier notre liberté aux ordres de quelqu’un d’autre, de l’effort, de l’ennui, de la monotonie, et dans beaucoup de cas des risques pour notre bien-être physique et psychologique. ».

### Restauration
À Paris, le restaurant Freegan Pony qui fut ouvert de 2014 à 2019 dans un squat du 19e arrondissement de la capitale proposait des plats préparés avec des invendus du marché de Rungis, concotés par des chefs cuisiniers, et dont les prix étaient libres,. En juillet 2016, la mairie de Paris lui avait pourtant accordé une convention d'occupation temporaire de deux ans.

## Associations
À Lyon, le collectif Les Gars'pilleurs a conçu une carte interactive des tous les supermarchés français où l'on peut facilement récupérer des produits dans leurs poubelles.

## Critiques
Certains critiques reprochent aux gratuivores de profiter du système qu’ils dénoncent et perçoivent leurs propos comme semblables au discours hippie, jugé improductif à long terme. Certains gratuivores présentent d’ailleurs leur mode de vie comme une mesure pour contrebalancer un problème et non comme une « solution idéale ».